# Tipula antricola
Tipula antricola är en tvåvingeart som beskrevs av Riedel 1918. Tipula antricola ingår i släktet Tipula och familjen storharkrankar. Inga underarter finns listade i Catalogue of Life.